# Histoire du latin
Pour un article plus général, voir Latin.
Le latin est une langue romane dont la diffusion a été portée par la civilisation romaine de l'Antiquité, créant une culture latine. Bien que considéré comme langue morte,  il a continué à exister et à se modifier au Moyen Âge, à l'époque moderne et à l'époque contemporaine. En particulier, selon Pierre Georges, il a été enrichi de quinze mille expressions ("res inexplicata volans", "vis atomica"...) et vocables au XXe siècle pour les besoins conciliaires.

## Origines

Répartition approximative des langues en Italie durant le Le latin est confiné au Latium, une petite région de la côte ouest de l'Italie centrale. Les langues italiques sont en nuances de gris.

Les langues italiques forment une sous-famille centum des langues indo-européennes, qui inclut les langues romanes (notamment le français, le catalan, l'italien, l'espagnol, le portugais, le roumain) ainsi qu'un certain nombre de langues éteintes. Le latin était donc une langue d'origine indo-européenne parlée par la population du Latium, d'où il est probable qu'il n'en soit pas originaire. 
Grosso modo, dans les syllabes toniques, les voyelles simples de l'indo-européen — (*a), *e, *i, *o, *u ; brèves et longues — sont habituellement conservées en latin. Le schwa indo-européen (*ə) apparaît en latin sous la forme a (cf. IE *pəter > L pater). Les diphtongues sont aussi préservées en latin archaïque, mais en latin classique, certaines tendent à se monophtonguer (par exemple oi > ū ou oe, et ei > ē > ī).

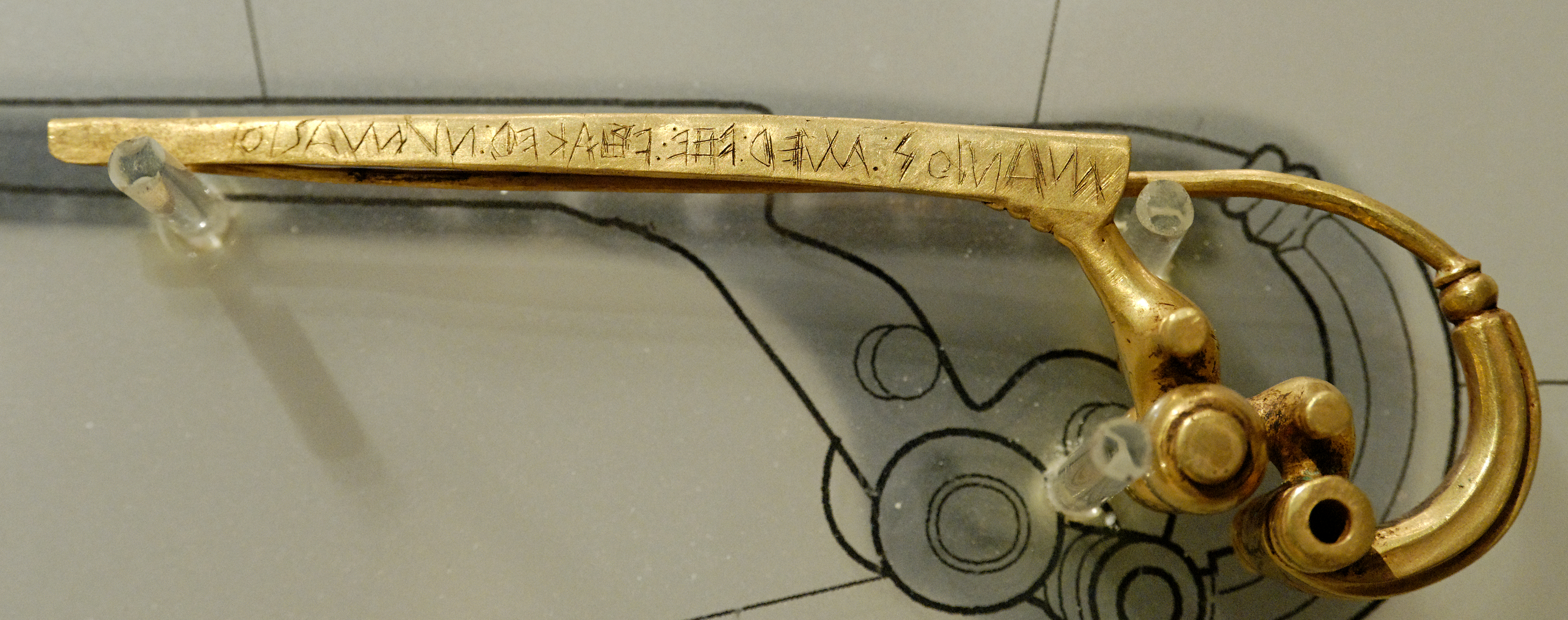
Fibule de Préneste connue pour être la plus ancienne inscription latine parvenue jusqu'à nous. Elle témoigne notamment de l'usage ancien d'une écriture sinistroverse (de droite à gauche).

Le latin a hérité de six des huit cas grammaticaux de l'indo-européen : le nominatif, le vocatif, l'accusatif, le génitif, le datif et l'ablatif. Le locatif a survécu dans les déclinaisons de certains noms de lieux et de quelques noms communs, comme Roma, Rome (locatif Romae, à Rome) et domus (locatif domī, à la maison). Des vestiges de l'instrumental subsistent peut-être dans des formes adverbiales se terminant en -ē.

## Latin archaïque

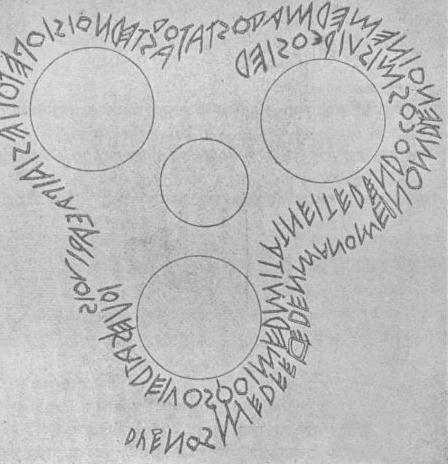
L'inscription de Duenos, datant du, est l'un des plus anciens textes en latin connus.

On appelle latin archaïque (prisca latinitas) l'état du latin en usage de l'origine jusqu'au tout début du Ier siècle av. J.-C..

## Latin classique
L'expansion territoriale de la Rome antique assure au latin une diffusion de plus en plus large à partir du IIIe siècle av. J.-C. À la fin de la République romaine et sous l'Empire, le latin est la langue du pouvoir, du droit, de l'administration et de l'armée et des nombreuses colonies romaines, coexistant avec le grec et les parlers locaux. Ainsi, le latin se répand dans la majeure partie de l'Europe occidentale, de l'Afrique du nord et des régions danubiennes.

### Âge d'or
L'âge d'or de la littérature latine débute aux alentours de -75 (époque de Sylla), et se termine en 14 apr. J.-C. Il se déroule durant la fin de la République et le règne d'Auguste. Dans le modèle philologique actuel, cette période représente le sommet de la littérature latine.

### Âge d'argent
L'âge d'argent couvre les deux premiers siècles ayant directement suivi l'âge d'or.

## Évolution du latin
Au Ve siècle, la dissolution politique de l'Empire romain d'Occident sous la pression germanique et la survie de l'Empire romain d'Orient sous une culture grecque n'entraînent qu'un recul partiel de l'extension géographique du latin. Plusieurs langues européennes dérivent directement du latin vulgaire (c'est-à-dire des variantes parlées par le peuple et non la langue littéraire), les langues romanes, comme le catalan, le castillan, le français, l'italien, le portugais, l'occitan, le romanche, le roumain, etc.
D'autres langues lui ont emprunté un très large vocabulaire, comme l'albanais (par proximité) ou l'anglais (par l'intermédiaire de l'ancien français ou par l'occupation romaine d'une grande partie de l'Angleterre). Le latin ayant été pendant des siècles la langue savante (et, en France, celle de l'enseignement, du Ve siècle au XVIIe siècle) et la langue de l'Église catholique romaine, son influence en Europe s'est fait sentir dans un grand nombre de langues, et l'apparition de toutes ces langues dérivées n'empêche nullement le latin de rester vivant et très abondant comme langue de publication et de communication dans tous les domaines. Pour donner une idée plus exacte de son importance, il suffit de constater que la littérature de l'Antiquité dite "classique" ne représente que 0,01 % de toute la littérature latine[réf. nécessaire].

## Latin médiéval
Le latin est réformé vers 800 puis au XIe siècle sur le modèle du latin classique, afin d'éviter une dérive vers les langues vernaculaires qui en étaient issues. 
De nombreux termes empruntés aux langues germaniques se sont ajoutés au vocabulaire. Un certain nombre de termes classiques ont acquis un sens religieux dans le contexte de la chrétienté (credo ou index par exemple) qu'ils n'avaient pas à l'époque antique, terme qu'ils peuvent ensuite avoir à nouveau perdu (encore une fois, credo).

## Latin humaniste
À la Renaissance, la fonction scientifique et philosophique de la langue latine commence à décliner, tout comme sa fonction diplomatique (Ordonnance de Villers-Cotterêts, 1539). Cela n'empêchera pas Érasme de publier une quantité de textes en un latin redevenu classique et très riche ; de même, René Descartes (1596-1650) écrit volontiers en latin, surtout lorsqu'il est pressé (même s'il publie son Discours d'abord en français pour des raisons particulières ; les ouvrages de son époque sont souvent imprimés en latin pour être diffusés dans toute l'Europe). Dans la partie germanique de l'Europe (où le droit romain reste en vigueur jusqu'à la fin de l'Empire), le latin restera plus longtemps la langue des publications importantes ou scientifiques, tandis que du côté français, d'énormes efforts sont accomplis (surtout avec Louis XIV) pour le remplacer par un français châtié et remanié. Le latin reste toutefois la langue liturgique et officielle du catholicisme (textes doctrinaux ou disciplinaires, droit, etc.).
Le latin fut, surtout jusqu'au Traité de Westphalie en 1648, fréquemment employé pour la rédaction de documents diplomatiques, y compris bien au-delà des frontières de l'Europe. Ainsi, le traité sino-russe de Nertchinsk en 1689 fut négocié et rédigé en latin.

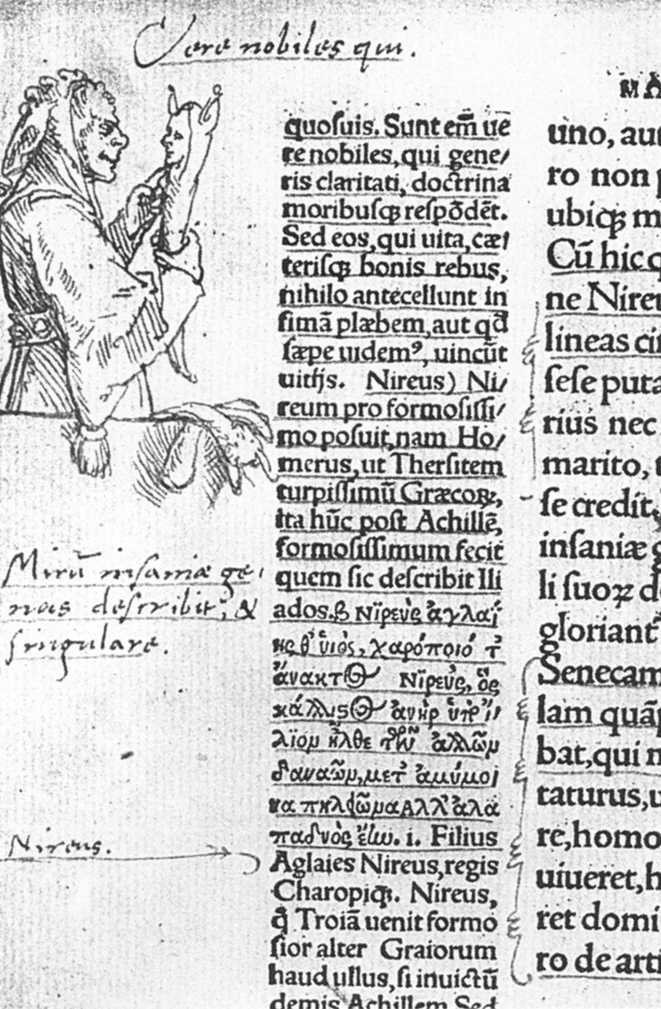
Illustration d'Hans Holbein le Jeune en marge d'une édition précoce de L'Éloge de la folie, 1509.
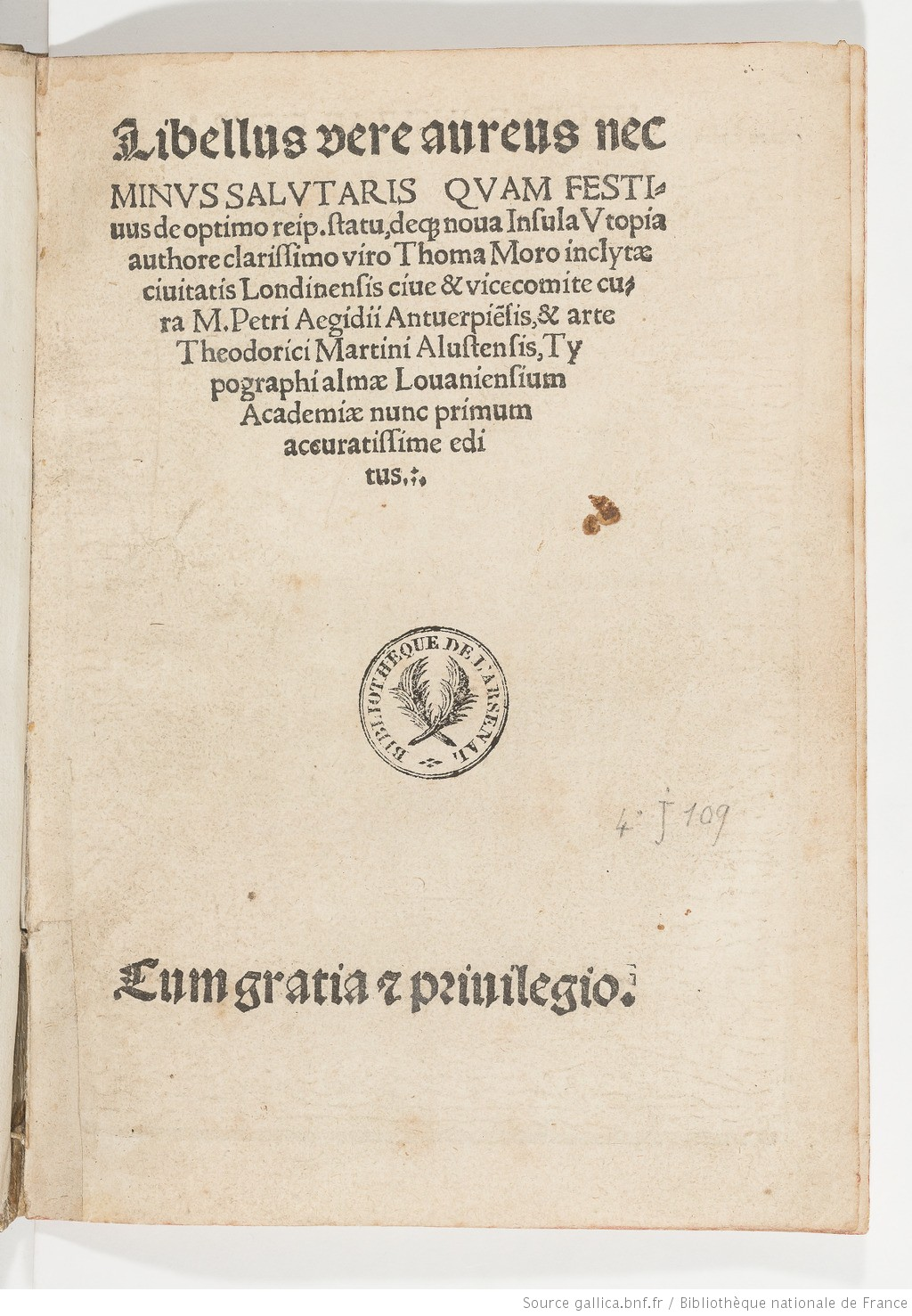
Première édition de l'Utopie de Thomas More publiée en 1516.
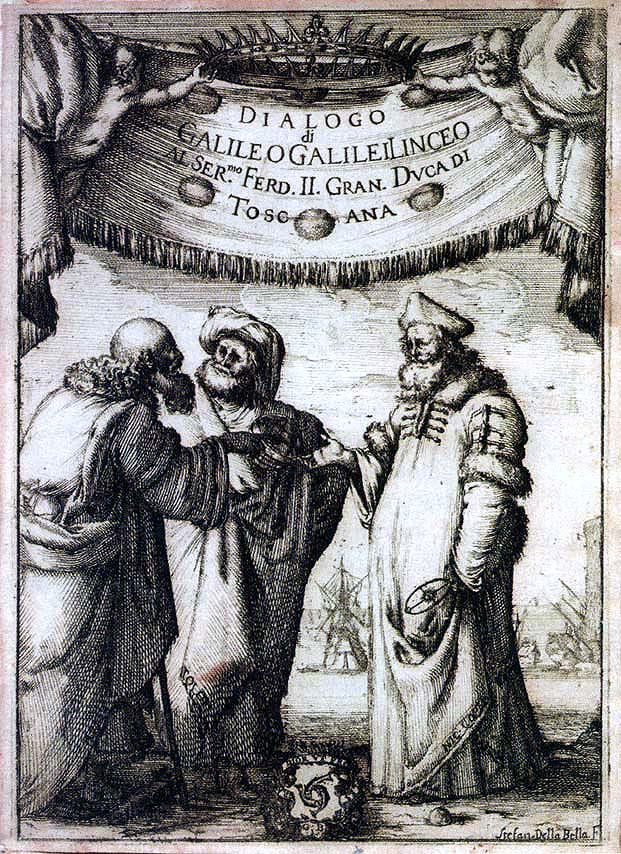
Ouvrage Dialogue sur les deux grands systèmes du monde publié par Galilée en 1632.
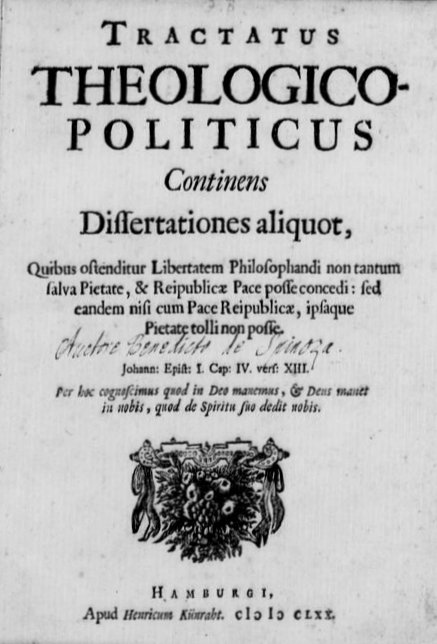
Traité théologico-politique du philosophe judéo-hollandais, 1670.
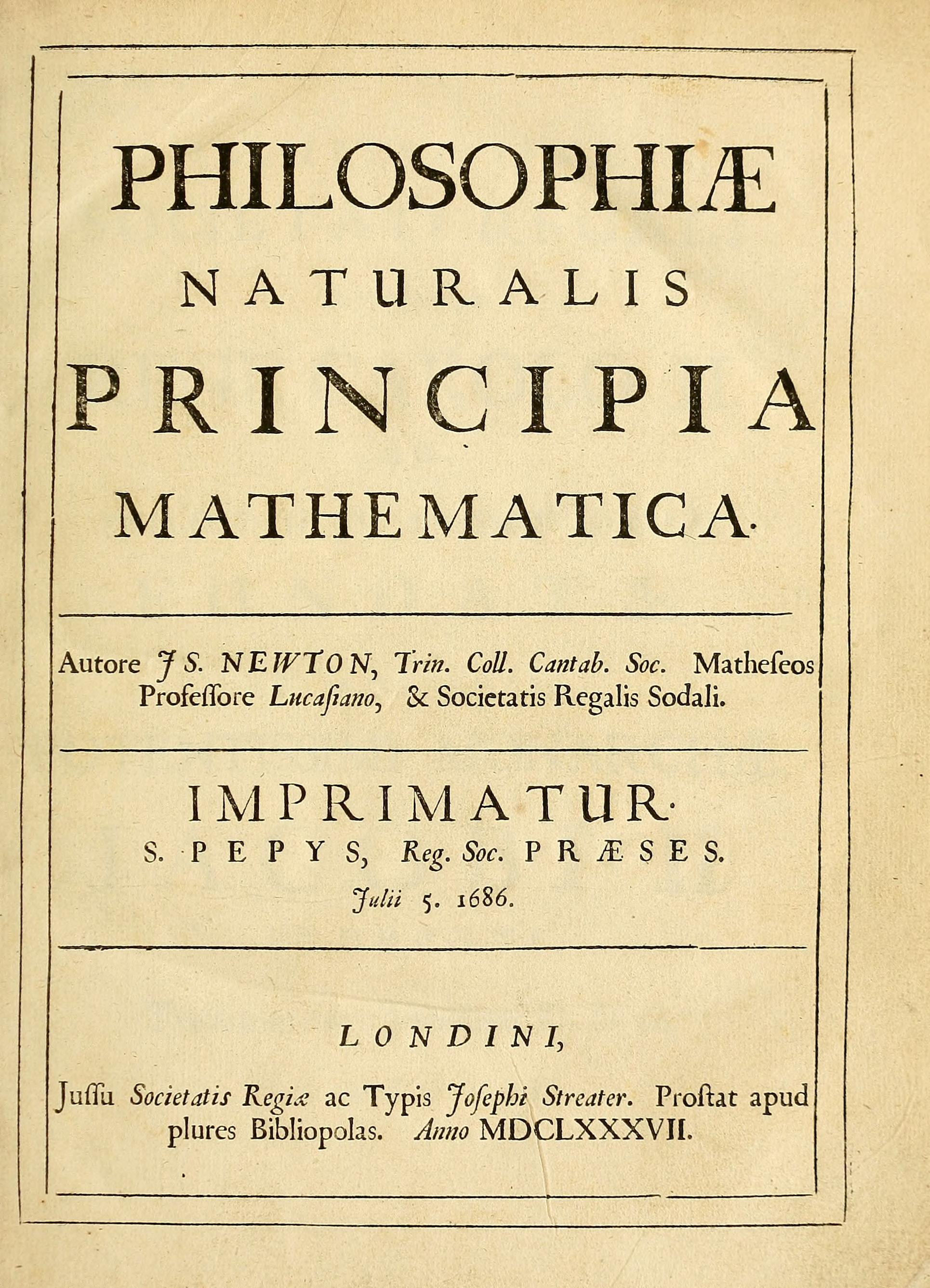
Page couverture d'une édition des Philosophiae naturalis principia mathematica, 1687.
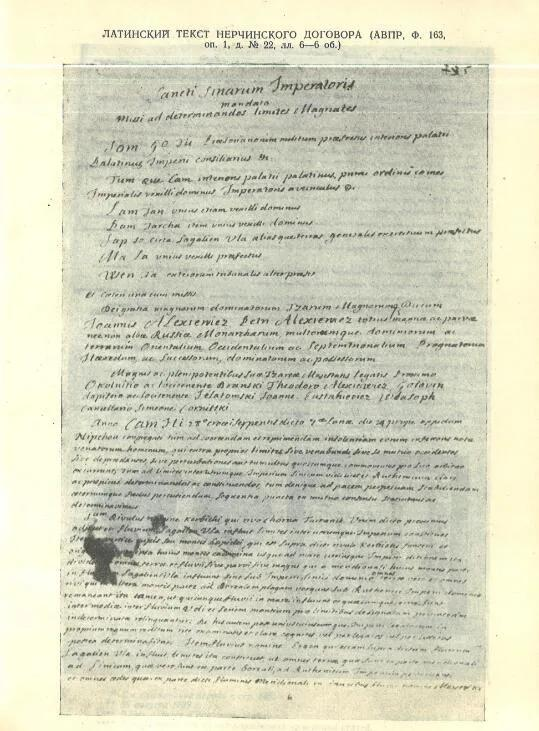
Texte latin du Traité de Nertchinsk, 1689.

## Néolatin
Le terme néolatin s'est répandu vers la fin des années 1890 parmi les linguistes et les scientifiques. Il sert aux spécialistes des lettres classiques pour désigner l'utilisation de la langue latine après la Renaissance, dans un but aussi bien scientifique que littéraire. Le début de la période est imprécis mais le développement de l'éducation chez les laïcs, l'acceptation des normes littéraires humanistes, ainsi que la grande disponibilité de textes latins qui a suivi l'invention de l'imprimerie, marquent une transition vers une ère nouvelle à la fin du XVe siècle. Au XIXe siècle, le latin est une langue privilégiée dans l'enseignement tant ouest-européen (heures de cours, rédaction des thèses) qu'est-européen, bien qu'il ne soit guère plus utilisé que par les commentateurs et éditeurs de textes antiques[réf. nécessaire]. En Belgique, l'usage de la langue vulgaire dans les universités n'a été toléré qu'à partir de 1835 environ. La fin de la période néo-latine est également indéterminée, mais l'usage normal du latin pour communiquer les idées est devenu rare après quelques décennies au XIXe siècle et, vers 1900, c'est dans le vocabulaire scientifique international de la cladistique et de la systématique qu'il survivait essentiellement.

## Latin contemporain
Au XXe siècle, c'est avant tout une langue de culture, qui reste revendiquée par l'Église catholique romaine depuis l'époque de l'Empire romain, bien que seuls quelques cardinaux et théologiens la parlent réellement. C'est l'une des quatre langues officielles de l'État du Vatican, et partiellement langue d'enseignement dans les universités pontificales romaines. Des publications latines profanes sont également réalisées tout au long du XXe siècle, comme celles des communistes russes qui publient tous leurs ouvrages de botanique en latin pendant la période de la guerre froide[réf. nécessaire] ou, plus récemment, des traductions en latin des deux premiers tomes du best-seller Harry Potter.
De nos jours, de nombreux mouvements[Lesquels ?] prônent son maintien comme langue de communication européenne, et l'utilisent notamment lors de congrès : il s'agit de promouvoir le latin classique comme une véritable langue moderne grâce aux ajouts de vocabulaire. Dans Le Monde, Pierre Georges mentionne soixante mille mots ou expressions ajoutés au latin au cours du siècle écoulé, dont res inexplicata volans pour OVNI ou vis atomica pour puissance nucléaire. Des revues et des sites Web sont édités en latin, tandis que la radio finlandaise émet en latin trois fois par semaine depuis plus de vingt ans. La prononciation contemporaine qui semble s'imposer est la prononciation ancienne restituée.
L'interlingua propose quant à elle une synthèse des langues romanes. Ses partisans mettent en avant son identité latine et son vocabulaire directement accessible par les 900 millions de locuteurs romans. Un de ses courants, qui se dénomme « latin moderne », propose son emploi direct à destination du public roman de toutes langues, après quelques réformes (orthographe phonétique, élimination des mots antiques sans postérité, modernisation des formes lexicales), la compréhension serait alors immédiate, à condition d'avoir appris environ 50 mots sur un vocabulaire usuel de 5000.
En 2011, un appel à l'attention de l'UNESCO est lancé, demandant que l'on fasse figurer le latin et le grec au patrimoine immatériel de l'humanité.

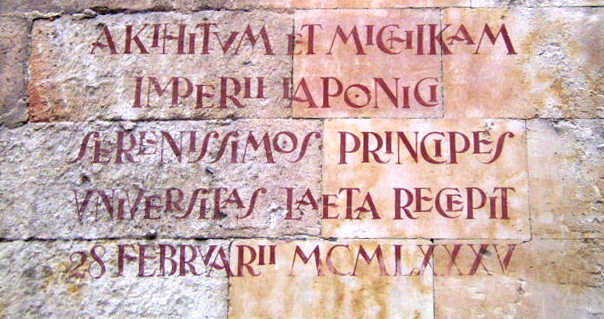
Les prince et princesse sérinissimes de l'empire du Japon Akihito et Michiko ont été joyeusement reçus à l'université de Salamanque le 28 février 1985.
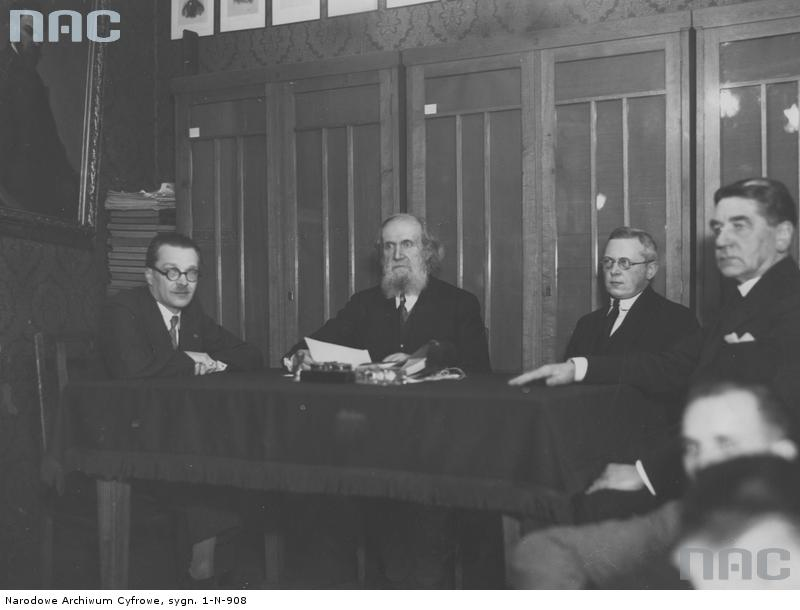
Comité fondateur de la Société pour l'Internationalisation du Latin, Varsovie, 3 mars 1933.
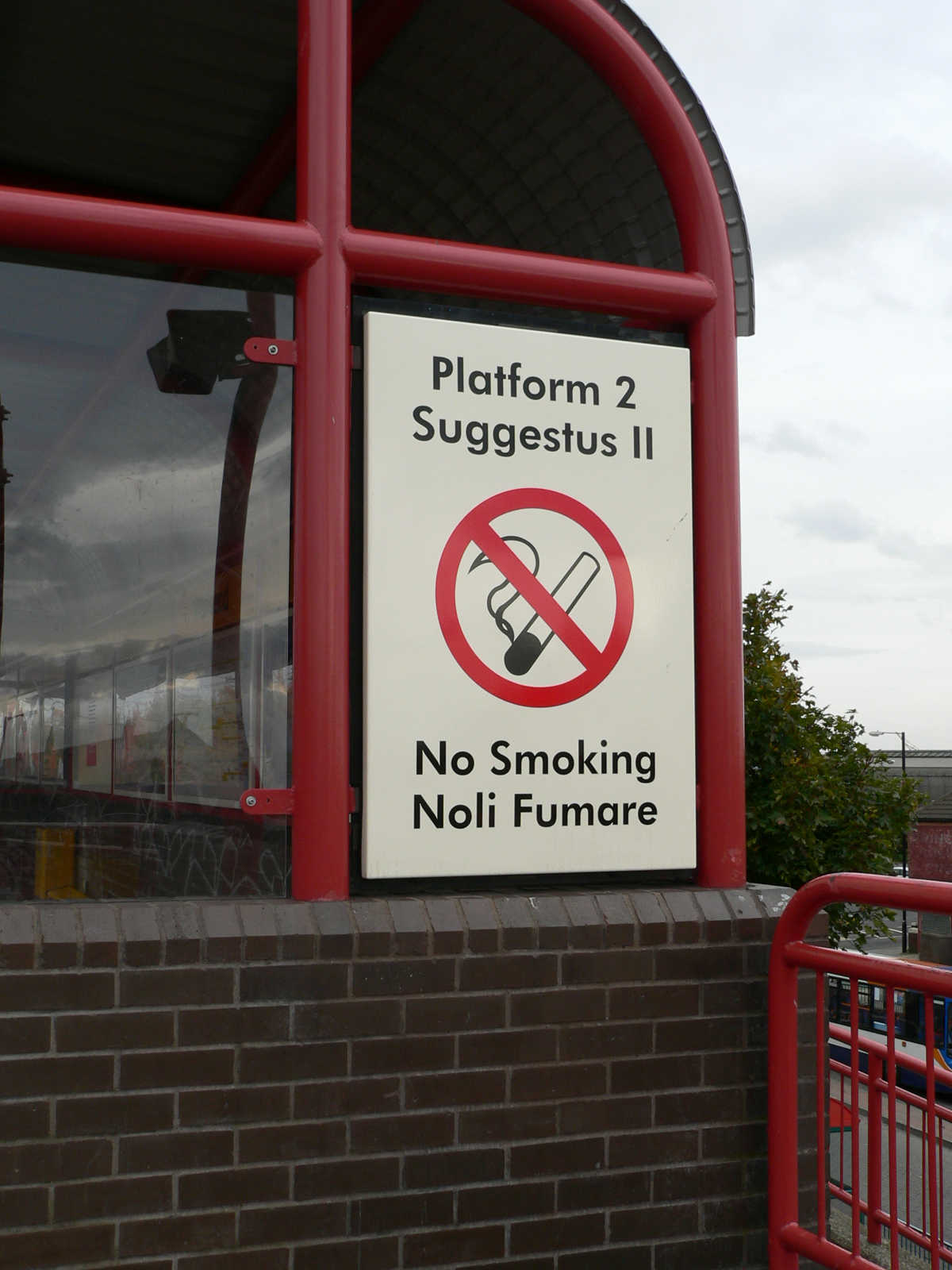
La signalisation du métro de Wallsend est écrite en anglais et en latin.
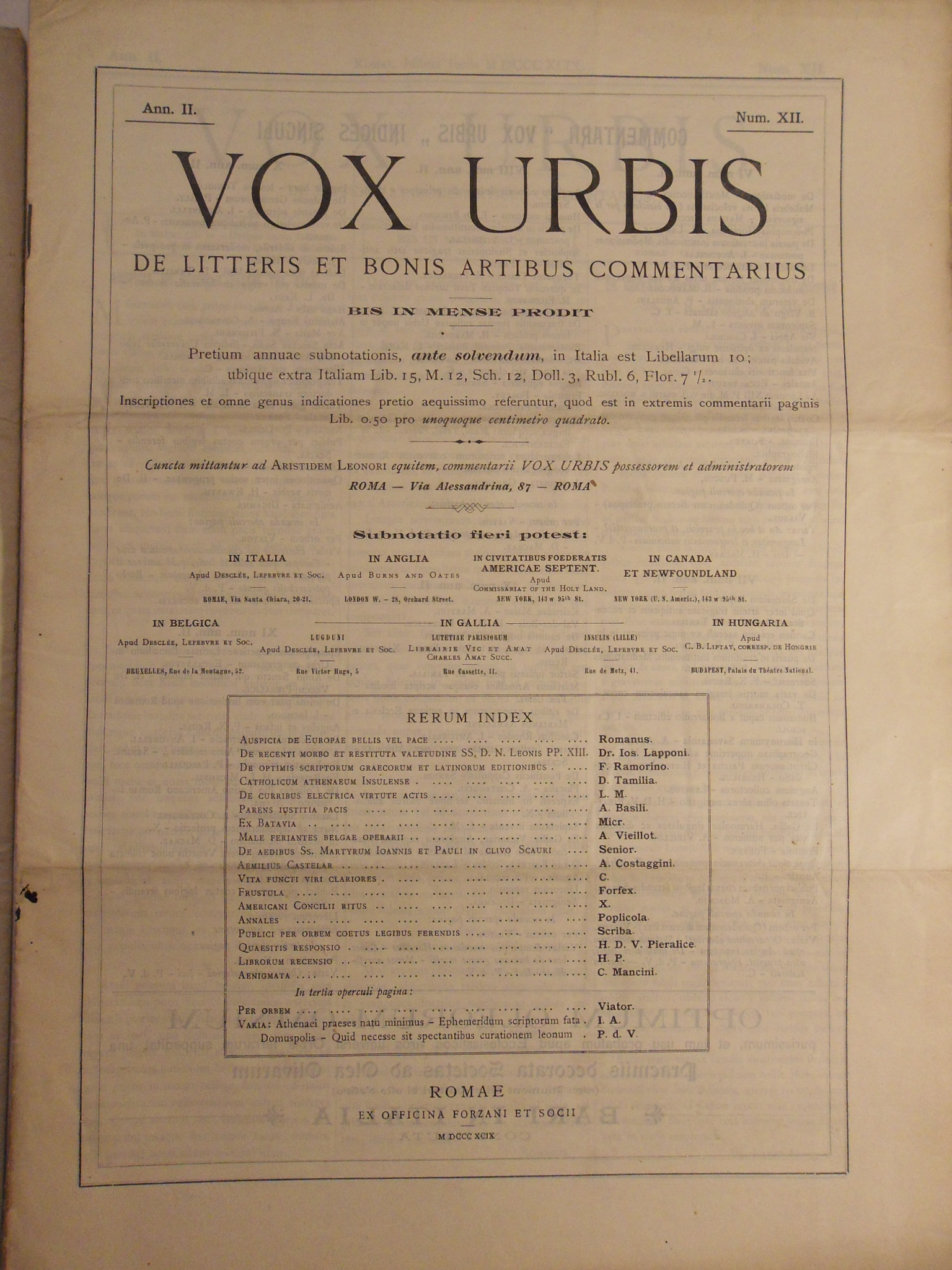
Page de titre d'un journal en latin Vox Urbis (1899, nr. 12)
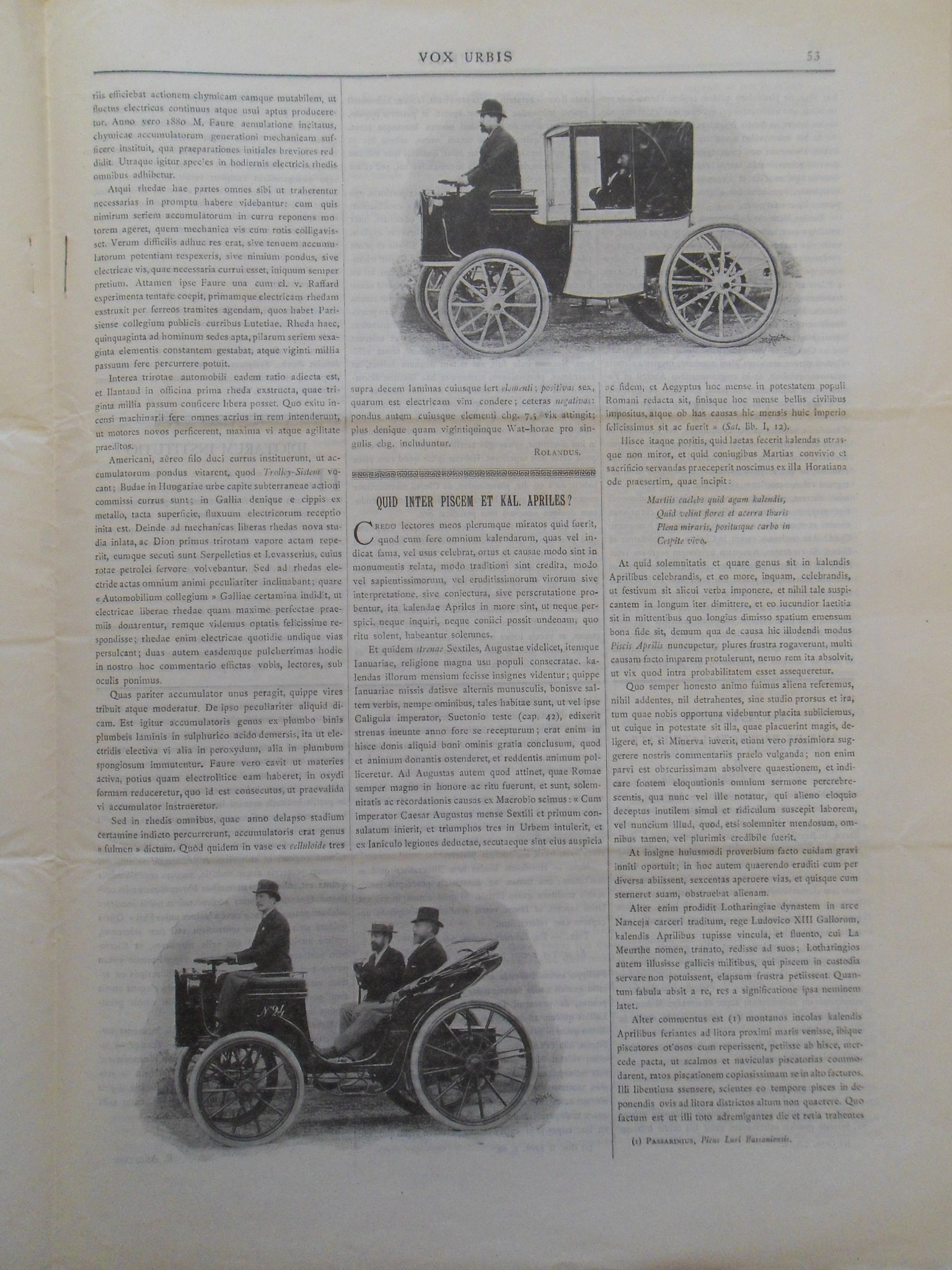
Fragment d'un article sur l'automobile électrique du journal Vox Urbis (1900, nr. 7)

### Vatican

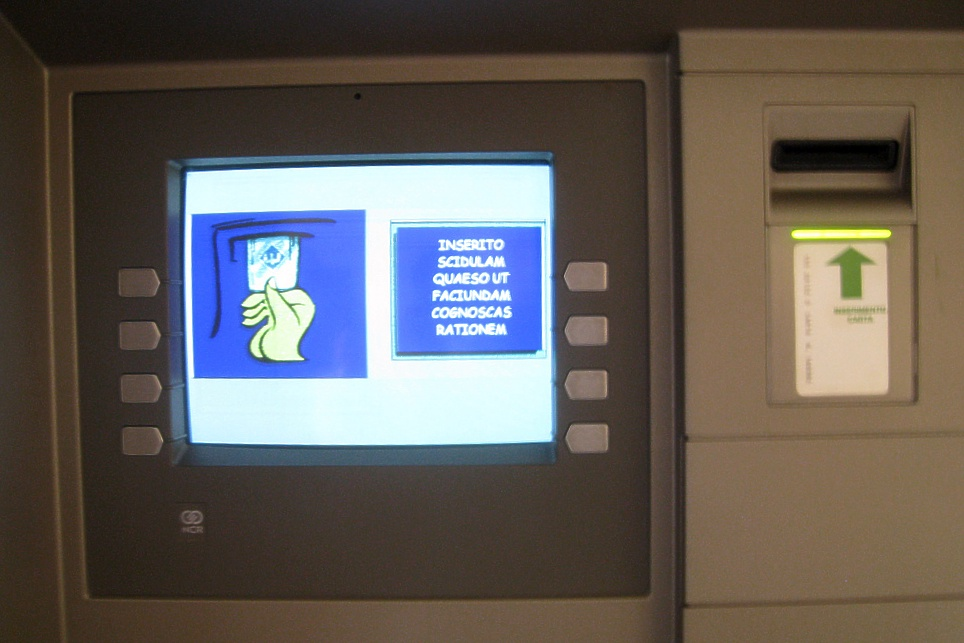
Distributeur automatique au Vatican avec des instructions en latin.

La langue de l'Église catholique reste et demeure le latin. Cela ne va pas sans difficultés. Déjà au temps du concile Vatican II, Yves Congar o.p., expert au concile, s'emploie à corriger la copie de ses collègues afin qu'ils s'expriment dans un latin fluide et contemporain. Par ailleurs, son Journal du Concile (CERF, 2000) témoigne qu'il donne, en catimini, des notes à l'expression latine des divers évêques et cardinaux.
Le latin n'est plus enseigné aujourd'hui, en tant que langue vivante, que dans les universités ecclésiastiques romaines (Université pontificale grégorienne, l'Université pontificale augustinienne, etc.) et dans les séminaires dépendant de la Fraternité Saint-Pie-X, réfractaire au Concile Vatican II.
Lors du conclave de 2005, un des derniers enseignants actifs dans une université ecclésiastique romaine a indiqué que seuls deux cardinaux, dont celui qui fut élu pape, le comprenaient encore pleinement lorsqu'il s'adressait à eux en latin.
Pour aider à une meilleure qualité du latin écrit chez ceux de ses représentants qui doivent encore le pratiquer, le Vatican entretient un service du latin moderne et contemporain.
Il existe une méthode Assimil de latin, qui commence ainsi:
- Latine loqueris? - Vous parlez latin ?
- Nondum latine loquor : hæc mihi prima lectio est. - Je ne parle pas encore latin : ceci est ma première leçon.
- Cito latine loqueris. - Vous parlerez vite latin.

On insiste avec raison sur la nécessité d'accentuer correctement.

### Le latin et les pays européens
Le latin est parfois utilisé dans les contextes où il s'agit de désigner sous un nom unique des institutions suisses. Ainsi, la Confédération suisse est aussi nommée Confœderatio helvetica et sa devise traditionnelle est Unus pro omnibus, omnes pro uno.
Au niveau de l'Union européenne, le latin a été la langue dans laquelle a été adoptée la devise de l'Union européenne ("In varietate concordia") avant qu'elle soit traduite dans les différentes langues officielles de l'Union. Le latin est aussi utilisé de temps en temps lorsque le multilinguisme officiel n'est pas applicable. Afin de montrer son attachement à son modèle culturel pluraliste, l'Union européenne a alors recours, pour de courtes et simples inscriptions, à la langue latine.